# رود کلرادو (آرژانتین)
 رود کلرادو  (به اسپانیایی: Río Colorado) (ریو کلرادو) رودی به طول ۱۰۰۰ کیلومتر در جنوب آرژانتین است که سرچشمه آن، دامنه‌های شرقی رشته کوه‌های آند است. این رود پس از تشکیل و در جریانی به سوی جنوب شرق، به اقیانوس اطلس می‌ریزد.
رود کلرادو از هم رسی رود گرانده (ریو گرانده) با جریان آبی بارانکاس به وجود می‌آید و پس از گذر از ارتفاعات آند، و ورود به منطقه‌ای خشک و بایر، رود کوراکو در استان لا پامپا به آن ملحق می‌شود. بخش‌های جنوبی رود کلرادو در منطقه پاتاگونیا، مناطقی حاصلخیز و انبوه با جمعیتی پراکنده می‌باشد.
این رود مرزسیاسی بین استان‌های نئوکن و مندوسا و نیز ریو نگرو و لا پامپا را تشکیل می‌دهد. همچنین سدی بر روی این رودخانه برای تنظیم جریان آب در گذر از نواحی خشک و کم آب و تولید برق ساخته شده است.